# آل ماقس (غيل بن يمين)

تعديل مصدري - تعديل

ال ماقس هي إحدى قرى عزلة غيل بن يمين بمديرية غيل بن يمين التابعة لمحافظة حضرموت، بلغ تعداد سكانها 129 نسمة حسب تعداد اليمن لعام 2004.